# Kościół Matki Bożej Nieustającej Pomocy w Katowicach
Kościół Matki Bożej Nieustającej Pomocy w Katowicach – rzymskokatolicki kościół parafialny parafii Matki Bożej Nieustającej Pomocy w Katowicach, mieszczący się w dzielnicy Szopienice-Burowiec, przy ul. Siewnej. Kościół został wybudowany w latach 1981–1987. Projektantem kościoła jest inżynier Jan Głuch.

## Historia

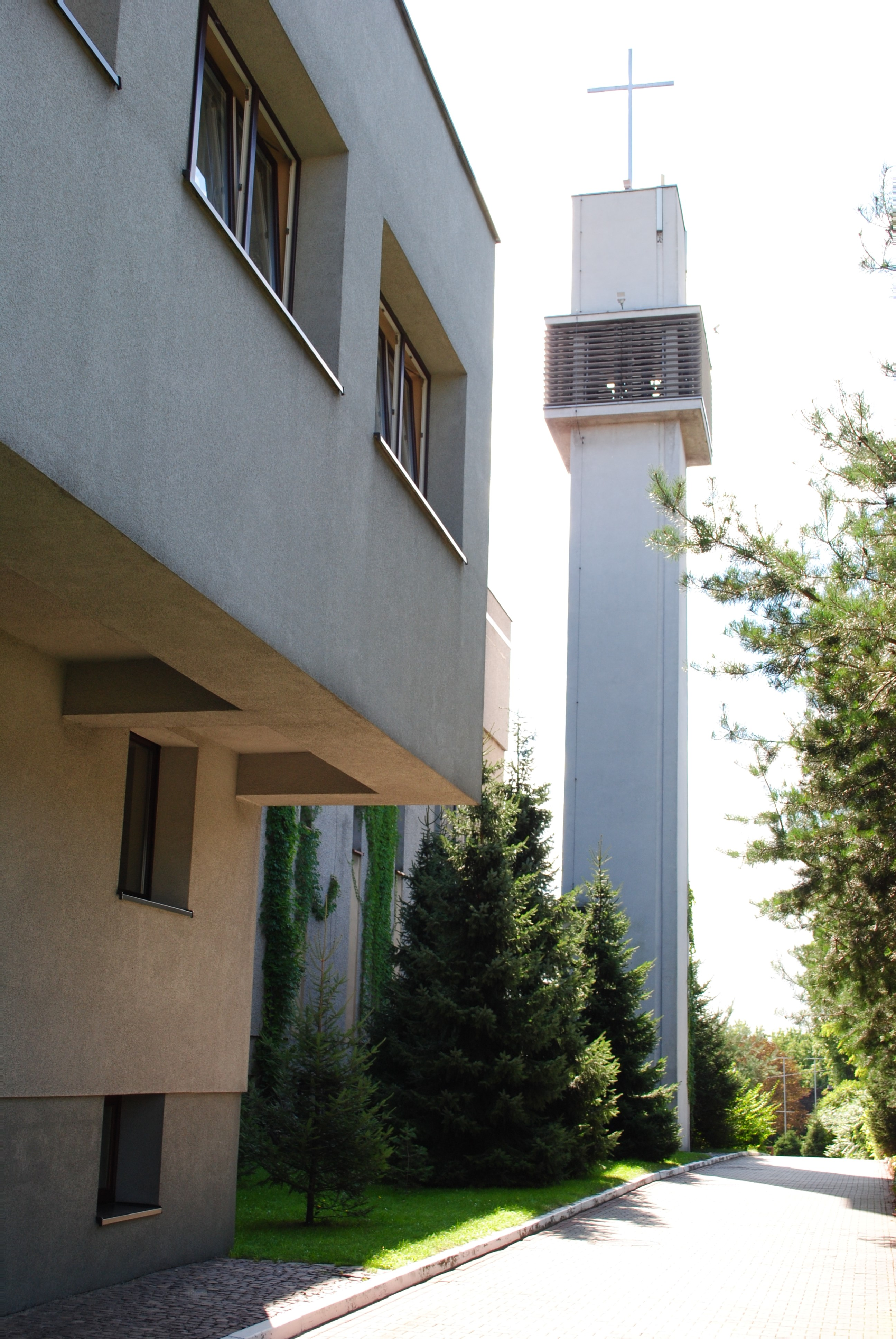
Świątynia od strony północnej; na wprost wieża kościoła

Pierwsze starania nad budową kościoła w pobliżu Burowca i Borek podjęto w 1939 roku, lecz dopiero w 1957 roku powrócono do starań nad powstaniem świątyni oraz powołaniem parafii rzymskokatolickiej. Polecenie jego budowy z rąk księdza biskupa ordynariusza Stanisława Adamskiego otrzymał wikariusz parafii św. Jadwigi Śląskiej – ksiądz Piotr Sopora. W tym samym roku Wojewódzka Rada Narodowa w Katowicach udzieliła zgody na zakup terenów pod przyszły kościół. Grunty na jego budowę o powierzchni blisko 8 tysięcy m² zakupiono od dotychczasowych właścicieli terenów 11 września 1957 roku. Wcześniej, bo już 1 września tego samego roku, były gotowe wstępne plany budowy kościoła i plebanii, przygotowane przez architekta Kazimierza Sołtykowskiego. Plan ten nie uzyskał jednak akceptacji Kurii Diecezjalnej w Katowicach ze względu na zbyt nowoczesne podejście architektoniczne do zabudowy sakralnej. Drugi projekt, zaakceptowany w lutym 1958 roku przez Kurię, został przekazany do Wydziału Architektury Budowlanej, lecz został on przez urząd odrzucony. 
11 maja 1958 roku na placu budowy został wzniesiony duży krzyż, poświęcony dwa dni później przez księdza proboszcza z Szopienic — Józefa Thiele. Później, bo już 31 maja, wzniesiono małą drewnianą kaplicę, w której postawiono ołtarz. Dwa miesiące później na terenie przyszłego kościoła postawiono wiatę. 25 lipca tego samego roku Prezydium Miejskiej Rady Narodowej w Szopienicach nakazuje wstrzymanie prac budowlanych. W dalszym ciągu funkcję kościoła pełni wiata.
Na zezwolenie na budowę kościoła wspólnota czekała do 30 maja 1979 roku. 6 czerwca tego roku, w trakcie I pielgrzymki do Polski, papież Jan Paweł II poświęcił na Jasnej Górze kamień węgielny pod budowę kościoła. Nowy projekt został zatwierdzony 13 maja 1980 roku przez Urząd Miejski.  
Pierwsze prace ziemne pod budowę świątyni rozpoczęto 4 maja 1981 roku, a 18 września 1983 roku kościół był gotowy w stanie surowym, wraz z wieżą i probostwem. Tego samego dnia nastąpiło poświęcenie dolnego kościoła. Stary kościół został zaś rozebrany i przekazany tworzącej się w tym samym czasie parafii św. Barbary w Giszowcu. Kościół 28 czerwca 1987 roku został konsekrowany przez księdza biskupa Damiana Zimonia wraz z siedmioma koncelebransami.

## Architektura i wnętrze
Kościół jest budynkiem o prostej proporcjonalnej bryle, znajdującym się na lekkim wzniesieniu. Jest obiektem o konstrukcji żelbetowej i z dwoma poziomami, z czego na dole mieszczą się pomieszczenia Caritasu archidiecezji katowickiej. Był on budowany z przeznaczeniem na parafię liczącą 7–8 tysięcy wiernych (faktycznie parafia w 2014 roku liczyła około 2830 wiernych). Świątynia połączona jest z salami katechetycznymi i probostwem.
Wnętrze świątyni jest skromne (kolorystycznie dominuje biel i szarość), z dużym chórem i murowanym ołtarzem podarowanym przez parafię św. Józefa Robotnika w Katowicach-Józefowcu. W głównym ołtarzu wisi kopia obrazu Matki Bożej Nieustającej Pomocy autorstwa Haliny Gadomskiej. Obecny projekt wnętrza był realizowany od 2002 roku. Jego autorem jest architekt Krzysztof Gorgoń. W dzwonnicy znajdują się trzy dzwony, z czego dwa pochodzą od parafian ze wspólnoty parafialnej św. Pawła w Nowym Bytomiu, trzeci pochodzi ze starej kaplicy.